# Liste de compositeurs ayant composé pour la mandoline
 (mars 2020).
Si vous disposez d'ouvrages ou d'articles de référence ou si vous connaissez des sites web de qualité traitant du thème abordé ici, merci de compléter l'article en donnant les références utiles à sa vérifiabilité et en les liant à la section « Notes et références ».

## Compositeurs nés auXVIIesiècle
- Francesco Bartolomeo Conti (1681/2-1732)
- Antonio Vivaldi (1678-1741)

## Compositeurs nés auXVIIIesiècle
- Emanuele Barbella (1718-1777)
- Ludwig van Beethoven (1770-1827)
- Leonhard von Call (1767-1815)
- Prospero Cauciello (vers 1730-1790)
- Domenico Caudioso (?-1750)
- Abbate Ranieri Capponi (?-?)
- Carlo Cecere (1706-1761)
- Francesco Contini (?-?)
- Pierre Denis (c 1720-c 1780)
- Signor Fargere (?-?)
- Giovanni Battista Gervasio (1725-1785)
- Giuseppe Giuliano (?-?)
- Johann Hoffmann (1757-1819)
- Johann Nepomuk Hummel (1778-1837)
- Gabriele Leone (1732-1770)
- Pietro Leone (1725-1790)
- Giovanni Paisiello (1740-1816)
- Antonio Riggieri (?-?)
- Valentin Roeser (1735- 1832)
- Filippo Sauli (?-?)
- Christoforo Signorelli (1731-1815)
- Signor Verdone (?-?)
- Vito Ugolino (?-?)

## Compositeurs nés auXIXesiècle
- Hermann Ambrosius (1897-1983)
- Ugo Bottacchiari (1879-1944)
- Raffaele Calace (1863-1934)[1]
- Jules Cottin (1868-1922)
- Carlo Curti (1859-1926)
- Laurent Fantauzzi (1872-1941)
- Mario Maciocchi (1874-1955)
- Carlo Munier (1859-1911)
- Giuseppe Pettine (1874-1966)
- Daniel Ruyneman (1886-1963)
- Serguei Taneiev (1856-1915)

## Compositeurs nés auXXesiècle
De très nombreux compositeurs des XXe et XXIe siècles ont composé pour la mandoline, souvent sur commande d’un interprète ou d’un orchestre de mandolines. C’est le cas de la plupart des compositeurs suivants :
- Laurent Raynaud (1968-)
- Robert Allworth (1943-)[2]
- Eduardo Angulo (1954-)
- Eric Austin Phillips (1947-)
- Willy Ayton (1948-)
- Lawrence Bartlett (1933-)
- Herbert Baumann (1925-)
- Betty Beath (1932)
- Phillip Beazley (1956)
- Vincent Beer-Demander (1982-)
- Siegfried Behrend (1933-1990)
- Kirsty Beilharz (1971-)
- Michel Bosc (1963-)
- Jim ten Boske (1946-)
- Vincent Bouchot (1966-)
- Colin Brumby (1933-)
- Cédric Buisson (1977-)
- Bruce Cale (1939)
- Edwin Carr (1926-2003)
- Ann Carr-Boyd (1938)
- Roland Chadwick (1957)
- Michel Claudio (1961)
- Brendan Colbert (1956)
- John Colborne-Veel (1945)
- Sylvain Dagosto (1917-2015)
- Julian Dawes (1942)
- Avner Dorman (1975)
- Claude Engel (1948)
- Dietrich Erdmann (1917)
- Helmut Fackler (1940)
- Ulrich Fauth (1940)
- Craig P. First (1960)
- Hiroyuki Fujikake (1949)
- Hans Gal (1890-1987)
- Neill Gladd (1955)
- Eric Gross (1926)[3]
- Tadashi Hattori (1908-2008)
- Daniel Hue (1949)
- Lutz-Werner Hesse (1955)
- Matthew Hindson (1968)
- Dulcie Holland (1913-2000)
- May Howlett (1931)
- James Humberstone (1974)
- Yasuo Kuwahara (1947-2003)
- Mike Irik (1953)
- Brian Israel (1951-1986)
- Longin Jakubowski (1922-1986)
- Mischa Käser (1959)
- Don Kay (1933)
- Raimo Kangro (1949-2001)
- Heinrich Konietzny (1910-1983)
- Josef Kost (1954)
- Roland Leistner-Mayer (1945)
- Sven Libaek (1938)
- Robert Lombardo (1932)
- Claudio Mandonico (1957)
- Luperce Miranda (1904-1977)
- Jiro Nakano (1902-2000)
- Michelle Nelson (1962)
- Dimitri Nicolau (1946-2008)
- Hiroshi Ōguri (1918-1982)
- Matthew Orlovich (1970)
- Sébastien Paci (1974)
- John Peterson (1957)
- Graham Powning (1949)
- Silvio Ranieri (1882-1956)
- Benoît Rossie (1964)
- Bernd Scholz (1911-1969)
- Kurt Schwaen (1909-2007)
- Ian Shanahan (1962)
- Urmas Sisask (1960)
- Larry Sitsky (1934)
- Michael Smetanin (1958)
- Meireau Soegaharat (1897-1988)
- Paul Stanhope (1969)
- Jane Stanley (1976)
- Antonius Streichardt (1936)
- Vlado Sunko (1954)
- Seiichi Suzuki (1901-1980)
- Caroline Szeto (1956)
- Morishige Takei (1890-1949)
- Patrick Vaillant (1954)
- Alex de Valera (1949)
- Nicholas Vines (1976)
- Fried Walter (1907-1996)
- Marga Wilden-Hüsgen (1942-)
- Konrad Wölki (1904-1983)
- Stephen Yates (1957-)
- Friedrich Zehm (1923-)